# بخش وست (شهرستان کلمبیانا، اوهایو)
بخش وست (به انگلیسی: West Township) یک منطقهٔ مسکونی در ایالات متحده آمریکا است که در شهرستان کلمبیانا، اوهایو واقع شده‌است.
 بخش وست ۹۰٫۹ کیلومتر مربع مساحت و ۳٬۳۰۷ نفر جمعیت دارد و ۳۳۹ متر بالاتر از سطح دریا واقع شده‌است.